# Cloforex
Cloforex (Oberex) là một chất chống biếng ăn của lớp amphetamine. Nó là một tiền chất của chlorphentermine.